# Södra Jesslonstjärnen
Södra Jesslonstjärnen är en sjö i Mora kommun i Dalarna och ingår i Dalälvens huvudavrinningsområde. Sjön har en area på 0,0643 kvadratkilometer och ligger 327,7 meter över havet. Sjön avvattnas av vattendraget Jesslonsbäcken.

## Delavrinningsområde
Södra Jesslonstjärnen ingår i det delavrinningsområde (674029-142045) som SMHI kallar för Ovan Knappbobäcken. Medelhöjden är 345 meter över havet och ytan är 1,19 kvadratkilometer. Det finns inga avrinningsområden uppströms utan avrinningsområdet är högsta punkten. Jesslonsbäcken som avvattnar avrinningsområdet har biflödesordning 5, vilket innebär att vattnet flödar genom totalt 5 vattendrag innan det når havet efter 373 kilometer. Avrinningsområdet består mestadels av skog (77 procent). Avrinningsområdet har 0,06 kvadratkilometer vattenytor vilket ger det en sjöprocent på 5,3 procent.